# Phyllodromica irinae
Phyllodromica irinae es una especie de cucaracha del género Phyllodromica, familia Ectobiidae. Fue descrita científicamente por Bey-Bienko en 1932.
Habita en República autónoma de Karakalpakistán y Uzbekistán.